# Dragan Mrđa
Dragan Mrđa (en serbe en écriture cyrillique : Драган Мрђа), né le 23 janvier 1984 à  Vršac en Yougoslavie (auj. en Serbie) est un footballeur international serbe qui évolue au poste d'attaquant.
Il était annoncé vers les Girondins de Bordeaux mais il décide de partir vers la Suisse, au FC Sion, en 2010.
Il participe à l'Euro espoirs 2007, arrivant jusqu'en finale avec la Serbie.
Le 13 mai 2013 il est évincé du groupe professionnel du FC Sion pour se retrouver dans un groupe de "bannis" ne disputant plus de matchs officiels. Les raisons de son éviction ne sont pas établies mais sembleraient liées au tempérament caractériel du joueur.

## Palmarès
FC Sion
- Vainqueur de la Coupe de Suisse en 2011.

 Étoile rouge de Belgrade
- Champion de Serbie en 2014.

### En équipe nationale
Il inscrit, le 7 avril 2010 face au Japon lors d'un match amical ses deux premiers buts avec la sélection Serbe pour une victoire finale de la Serbie 0-3.
- 14 sélections et 2 buts avec l'équipe de Serbie depuis 2008.

### Distinctions personnelles
- Meilleur joueur du Championnat de Serbie en 2010
- Meilleur buteur du Championnat de Serbie en 2010 avec 22 buts et en 2014 avec 19 buts.